# Épigraphe (littérature)
Pour les articles homonymes, voir Épigraphe.

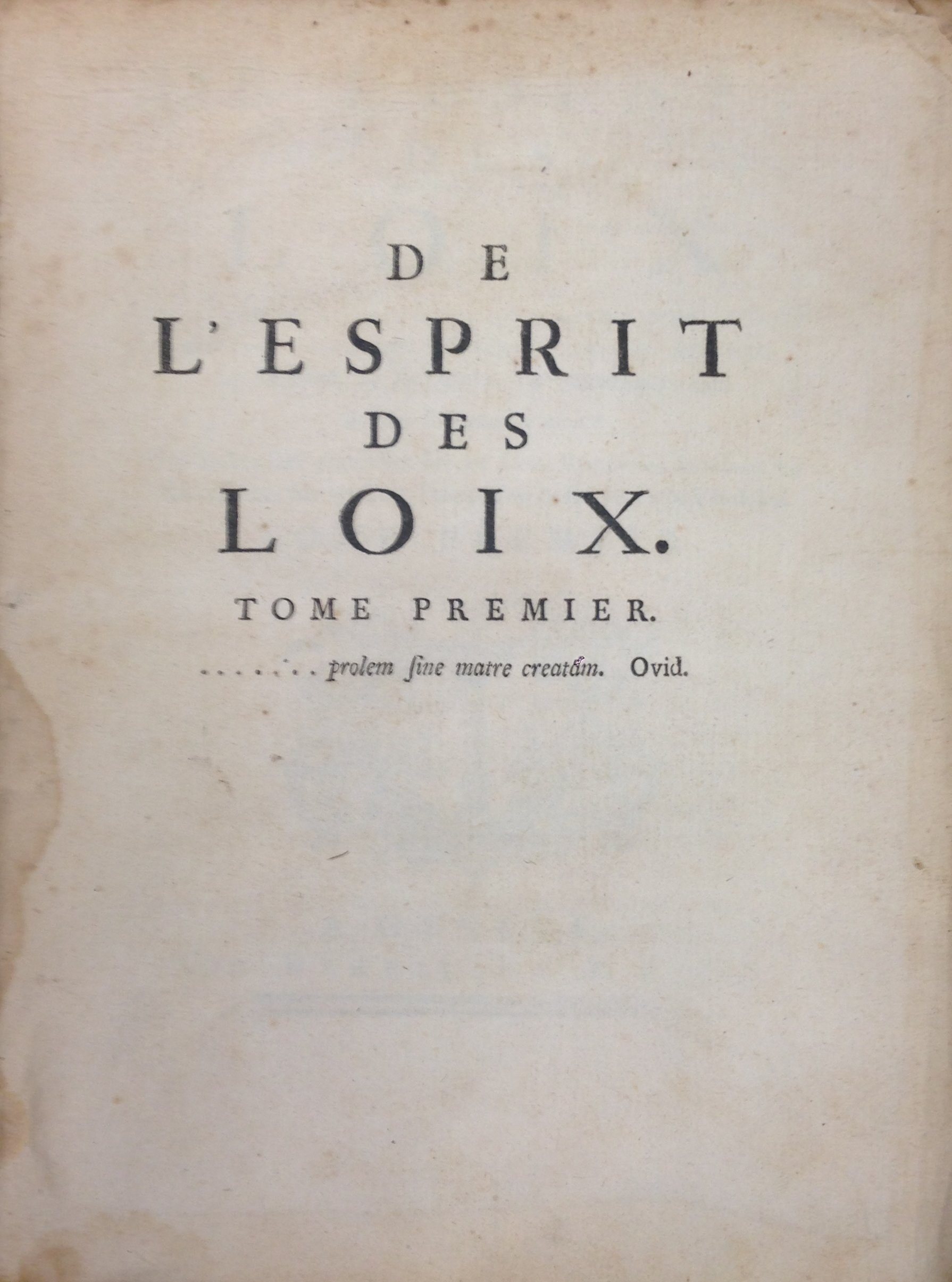
« Prolem sine matre creatam ».
Épigraphe, tirée d'Ovide, à De l'esprit des lois.
Montesquieu l'a choisie pour souligner l'originalité de son ouvrage.

Une épigraphe est, en littérature, une citation placée en tête d'un écrit, en particulier un livre ou une partie d'un livre (un chapitre, par exemple), pour en suggérer le contenu ou l'esprit, et donner ainsi une idée des intentions de l'auteur.
Par métonymie, l'épigraphe est souvent appelée « exergue » (étymologiquement, « ce qui est hors de l’œuvre ») mais cet emploi est généralement considéré comme abusif,.
Si l'on se reporte aux catégories proposées par le théoricien de la littérature Gérard Genette, l'épigraphe appartient au péritexte, c'est-à-dire à l'ensemble des textes qui gravitent « autour du texte » (par exemple le nom de l'auteur, les titres, la préface ou la postface...) et qui, bien qu'ils semblent extérieurs à l’œuvre, en sont pourtant partie intégrante (le péritexte faisant lui-même partie du paratexte).

## Définition
L'épigraphe est généralement placée en tête d'un livre ou d'une partie de ce livre. Plus rarement, on la trouve  à la fin du livre, ce qui modifie son rôle : plutôt que de donner des indications allusives sur la lecture à venir, elle conclut alors la lecture qui vient d'être terminée. C'est notamment le cas dans le roman Un roi sans divertissement de Jean Giono, qui se conclut sur une épigraphe faisant office de morale, comme dans une fable : « Qui a dit : Un roi sans divertissement est un homme plein de misères ? »
L'épigraphe peut être tirée d'une œuvre d'un autre auteur, ou de l'œuvre où elle figure.

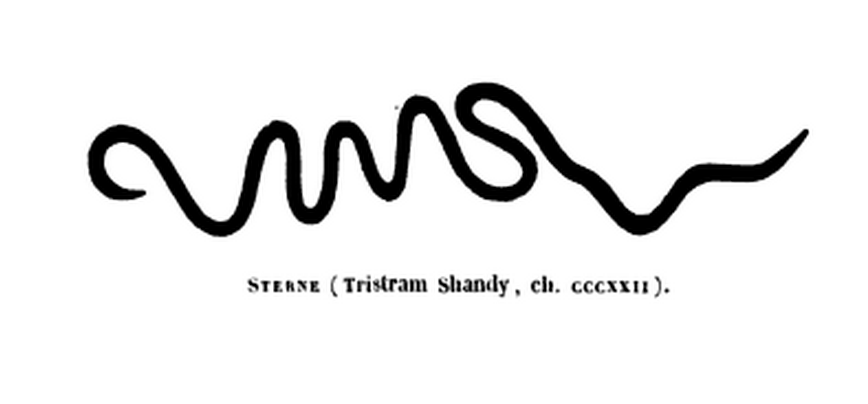
L'épigraphe figurant en tête de La peau de chagrin.

Il s'agit le plus souvent de texte, même si Gérard Genette donne le contre-exemple de l'épigraphe de La Peau de chagrin, à savoir le paraphe qui figure dans le Tristram Shandy de Thomas Sterne : l'image représente le moulinet tracé en l'air avec sa canne par le caporal Trim pour indiquer ce qu'il pense du mariage et faire l'éloge des célibataires.

## Histoire
Historiquement, l'épigraphe trouve ses origines dans la devise d'auteur.
La première épigraphe française (en tête d’une oeuvre célèbre) recensée par Gérard Genette est celle des Maximes de François de La Rochefoucauld : « Nos vertus ne sont, le plus souvent, que des vices déguisés. » L'utilisation de l'épigraphe se répand à partir du XVIIIe siècle pour les textes d'idée, puis au XIXe siècle pour les romans et autres fictions, sous l'influence de l'écrivain écossais Walter Scott.
La pratique de l'épigraphe varie au cours de l'histoire, et fait l'objet de modes relatives à sa présence ou son absence, au nombre de citations, ou encore à l'identité des auteurs choisis. Les écrivains romantiques, par exemple, multipliaient les épigraphes, souvent tirées de Shakespeare, Walter Scott ou Byron.

## Fonctions
Gérard Genette distingue quatre fonctions principales de l'épigraphe :
1. Le commentaire du titre.
2. Le commentaire du texte.
3. La caution. Plus que le contenu de la citation, c'est souvent le nom de l'auteur cité qui importe : il représente une caution indirecte de la valeur de l’œuvre et du talent de l'auteur, qui s'inscrit dans son héritage sans avoir besoin de demander sa permission.
4. La catégorisation, ou l'« effet-épigraphe » : par sa présence ou son absence, par ses caractéristiques (choix de l'auteur, longueur, mise en page) il marque l'appartenance à une époque, à un genre littéraire, voire à un mouvement littéraire.

L'épigraphe introduit un jeu entre l'auteur et le lecteur, sur le principe de l'allusion : il s'agit de retrouver l’œuvre dont elle est extraite, et surtout de comprendre pourquoi elle a été choisie et placée à cet endroit-là. Victor Hugo, dans la préface de Han d'Islande, mentionne par exemple ces « épigraphes étranges et mystérieuses, qui ajoutent singulièrement à l’intérêt et donnent plus de physionomie à chaque partie de la composition. »

## Quelques épigraphes suivies de leur source
- Le Rouge et le Noir de Stendhal : « La vérité, l'âpre vérité. » (Danton)
- La Nausée de Jean-Paul Sartre : « C'est un garçon sans importance collective. C'est tout juste un individu. » (Louis-Ferdinand Céline, L'Église)
- « Le temps spectaculaire », chapitre VI de La Société du Spectacle de Guy Debord: « Nous n'avons rien que le temps, dont jouissent ceux mêmes qui n'ont point de demeure. » (Baltasar Gracian, L'Homme de cour)
- Point de lendemain de Vivant Denon : « La lettre tue, et l'esprit vivifie. » (Deuxième épître aux Corinthiens, 3:6)
- Le poème Vers dorés de Nerval : « Eh quoi, tout est sensible ! » (Pythagore)
- Carmen de Prosper Mérimée : Πᾶσα γυνὴ χόλος ἐστίν˙ ἔχει δ’ ἀγαθὰς δύο ὥρας, τὴν μίαν ἐν θαλάμῳ, τὴν μίαν ἐν θανάτῳ  (épigramme en grec ancien du poète Palladas, dont Mérimée a donné cette traduction[9]: « Toute femme est comme le fiel ; mais elle a deux bonnes heures, une au lit, l’autre à sa mort »)
- Gatsby le Magnifique de F. Scott Fitzgerald : « Alors portez le chapeau d'or, si cela peut l'émouvoir ; / Si vous pouvez rebondir haut, rebondissez pour elle aussi, / Jusqu'à ce qu'elle crie : « Amant, amant au chapeau d'or et au rebond élevé, / Je dois t'avoir ! ». Épigraphe fictive, puisque ces vers sont attribués à « Thomas Parke d'Invilliers », personnage fictif qui apparaît dans le premier roman de Fitzgerald, L'Envers du Paradis[10].